# Schwedischer Ständereichstag
Der Schwedische Ständereichstag (ståndsriksdag) war die Versammlung der Vertreter der vier Stände (Adel, Geistliche, Bürger und Bauern) in Schweden bis 1866. Er geht auf die altgermanischen Thing-Versammlungen zurück und war nach dem König die höchste verfassungsmäßige Institution des Reichs, trat allerdings meist nur alle drei Jahre zusammen. Vorsitzender war der Landmarschall, der aus der Ritterschaft stammte. Bei der Beschlussfassung galt das Mehrheitsprinzip, so dass ein Beschluss nur dann gefasst werden konnte, wenn drei der vier Stände dafür stimmten.

## Wichtige Versammlungen

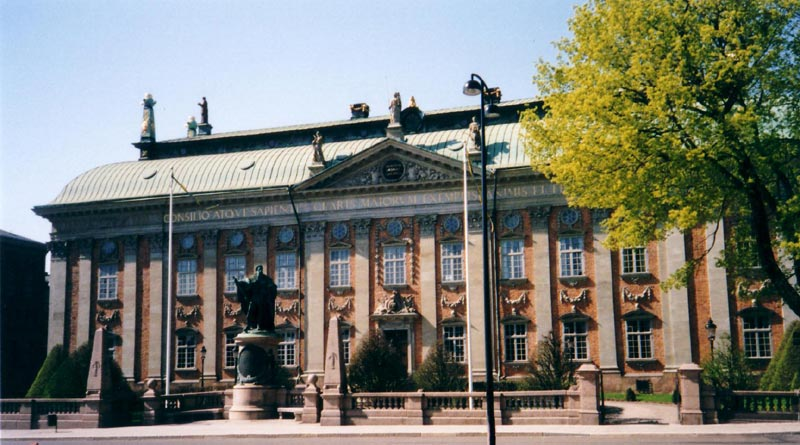
Das Riddarhuset in Stockholm, zwischen 1641 und 1674 als Versammlungshaus des schwedischen Adels errichtet

- Die Versammlung der Stände im Jahre 1435 in Arboga, bei der Engelbrekt Engelbrektsson zum Reichshauptmann gewählt wurde, wird gemeinhin als erster schwedischer Reichstag angesehen; allerdings gibt es keine Belege, dass auch der Stand der Bauern bereits teilgenommen hätte.
- Der Ständereichstag von 1517 beschloss auf Drängen des Reichsverwesers Sten Sture und des Reichsrats, den Erzbischof von Uppsala, Gustav Trolle, abzusetzen.  Dieser Beschluss, der von den Ratsmitgliedern per Siegel bekräftigt wurde, diente später als Beweismaterial beim Stockholmer Blutbad und führte schließlich zur Auflösung der Kalmarer Union.
- Auf dem Ständereichstag von 1527 in Västerås wurde auf Veranlassung von Gustav I. Wasa die lutherische Reformation in Schweden eingeführt.
- Auf dem Reichstag von 1544, wiederum in Västerås, wurde die schwedische Krone in der Familie Gustav I. Wasas erblich gemacht.
- Der Reichstag von 1595 in Söderköping wählte den evangelischen Herzog Karl zum Reichsverweser, um die Beibehaltung des lutherischen Bekenntnisses zu sichern.  Vier Jahre später wurde der katholische König Sigismund abgesetzt und Karl als Karl IX. zum König gewählt.
- Die Versammlung von 1612 beschloss, auf Druck des Kanzlers Axel Oxenstierna, alle hohen Staatsämter nur noch Angehörigen des Adels zu übertragen
- Auf dem Ständereichstag von 1650 traten die ersten offenen Konflikte zwischen den Ständen auf.
- Der Reichstag von 1680 beschloss eine weitgehende Einziehung, zu Gunsten der Krone, des in den vorherigen Jahrzehnten an den Adel vergebenen Landbesitzes.
- Auf den Reichstagen von 1719 und 1720 nutzten die Stände die unklaren Thronfolge-Verhältnisse nach dem Tod von Karl XII., um eine neue Verfassung durchzusetzen, die dem Ständereichstag die alleinige Gesetzgebung übertrug.
- Der Ständereichstag von 1809 schloss Gustav IV. Adolf und seine Nachkommen von der Thronfolge aus und wählte stattdessen seinen Onkel Karl zum König, allerdings erst nachdem dieser einem neuen, vom Ständereichstag beschlossenen Thronfolgegesetz, der Successionsordningen, zugestimmt hatte.

## Auflösung
Beim Ständereichstag von 1865 bis 1866 stimmten alle vier Stände für die Auflösung und die gleichzeitige Errichtung des neuen Reichstags, der bis 1971 als Zweikammernparlament funktionierte.